# Le Chevalier des neiges
Pour plus de détails, voir Fiche technique et Distribution.
Le Chevalier des neiges est un film français réalisé par Georges Méliès, sorti en 1912.

## Fiche technique
- Titre : Le Chevalier des neiges
- Réalisateur et producteur : Georges Méliès
- Cadre : Georgette Méliès
- Sociétés de production :  Star Film
- Format : Muet - Noir et blanc - 1,33:1 - 35 mm
- Pays d'origine : France
- Durée : 16 minutes
- Année de sortie : 1912